# Врата тьмы
«Врата́ тьмы́» (англ. Pay the Ghost, дословный перевод — «Заплати призраку») — американский фильм в жанре ужасов, премьера которого состоялась 24 сентября 2015 года в России. Фильм был выпущен в США 25 сентября 2015 года компанией RLJ Entertainment. Режиссёр Ули Эделеь, сценарий Дэниэла Кея. В ролях: Николас Кейдж, Сара Уэйн Кэллис, Вероника Феррес, Лорен Битти, Джек Фултон и Элизабет Жанна Ле Ру. Автором идеи является Тим Леббон.

## Сюжет
Мальчик Чарли видит знаки вокруг себя. Ему мерещатся тени, он постоянно видит рядом с собой птиц. Его мать Кристен (Сара Уэйн Кэллис) во время Хэллоуина ведёт мальчика на городскую ярмарку, где они весело проводят время. Через какое-то время Чарли и его мама собираются домой, так как завтра в школу, а конфет они добыли уже много, но появляется отец Чарли, Майк (Николас Кейдж), и предлагает погулять с мальчиком подольше. Мама против, но через какое-то время соглашается. Во время прогулки ребёнок внезапно пропадает. Поиски не дают успеха. Жена обижается на Майка, винит его в том, что он потерял сына, и перестает с ним общаться.
Через год Майк всё ещё ищет Чарли. У него дома огромная стена с уликами и фотографиями, ежедневно он расклеивает объявления о пропаже, но это ни к чему не приводит. Жена Майка не берёт трубку, не желает с ним разговаривать. Полиция бессильна в поисках.
За три дня до Хэллоуина Майк начинает видеть странные знаки. В проезжающем мимо автобусе он видит лицо Чарли. Майк бежит за автобусом, заскакивает внутрь, но сына не обнаруживает. Автобус привозит его к старому зданию. На стене граффити «Заплати призраку», а именно эту фразу его сын повторял в день своей пропажи. Майк заходит внутрь и пытается узнать у проживающих внутри бедняков, что значит эта фраза. Старец даёт ему странное объяснение: эта фраза всегда появляется перед Хэллоуином.
Майк отправляется к бывшей жене. Говорит ей, что ему кажется, что Чарли пытается с ним связаться. Кристен в истерике говорит Майку, что не желает слышать и видеть его, ведь именно он — причина пропажи их сына.
Дома Майк пересматривает старую запись с камеры с карнавала. Не обнаружив ничего интересного, он отходит от рабочего стола, но камера снова включается и Майк видит загадочный дом, а в окне этого дома детей в масках.
В этот же момент сюжет переносит нас к Кристен, которая спит у себя дома. Вдруг она слышит странный шум и решает спуститься вниз посмотреть, что происходит. Из темноты к её ногам выкатывается самокат. Утром первым делом Кристен бежит к Майку. Она рассказывает ему, что теперь и ей кажется, что сын пытается выйти на связь. Майк тоже делится с ней теорией, что исчезновения детей в Нью Йорке в канун Хэллоуина не случайны. Вместе герои отправляются к семье девочки Алексис Мальдонадо, пропавшей два года назад в то же время.
В квартире они обнаруживают Мистера Мальдонадо в ужасном состоянии. Он рассказывает, что на празднике его дочь пропала и перед исчезновением, она произнесла фразу «Мы заплатим призраку». Майк делится услышанным со знакомым полицейским, но тот не хочет ничего слушать, хотя позднее просит предоставить ему все дела о пропаже детей 31 октября. Полицейский выбирает одно из дел и отправляется к маме пропавшего ребёнка. Это оказывается повар китайского ресторанчика. Она рассказывает полицейским, что два дня назад видела свою дочь, и та попросила спасти её от призрака. В этот момент на кухне происходит возгорание. Детективу чудом удаётся спасти женщину.
В этот же момент Майк и Кристен решили поужинать. Кристен принимает душ, Майк открывает вино. В доме происходит короткое замыкание. Кристен предлагает пригласить экстрасенса.
Они приглашают женщину, которая пытается через вещи Чарли установить с мальчиком связь. Через окно экстрасенс видит нечто и говорит семье «Оно здесь — то, что похитило вашего сына». Внезапный порыв сильного ветра подхватывает женщину и с силой ударяет об стену. Экстрасенс умирает. Приехавший на место детектив говорит, что не может верить тому, что Майк не причастен ко всему, ведь вокруг него слишком много странного.
Майк и Кристен в эту ночь остаются ночевать вместе. Ночью Чарли даёт о себе знать через тело матери. Он оставляет отцу подсказку «Здесь так холодно. Я замерз. Спаси меня. Оно идёт за мной». Майк пытается разговорить Чарли, но видит, что Кристен режет себя ножницами. Когда Кристен выходит из транса, а её раны обработаны, они понимают, что Кристен вырезала на себе кельтский символ богини. В интернете Майк и Кристен находят информацию об одной общине на окраине города, которая до сих пор проводит языческие обряды. Герои отправляются туда. Им нужна информация о кельтской богине. В поселении им объясняют, что Кристен вырезала на себе языческий символ «старухи». По преданию старуха забирает в канун Хэллоуина троих детей. Но вернуть можно лишь одного, который исчез не позже года назад. Сделать это можно лишь через врата тьмы, которые открыты до полуночи. У Майка и Кристен осталось два часа.
В этот момент коронер при вскрытии обнаруживает, что все органы женщины-экстрасенса были буквально выжжены изнутри. А помощница Майка находит информацию о кельтской старухе.
Легенда гласит: в годы испанки толпа обвиняет молодую женщину Энни в болезнях. Обезумевшие горожане схватили троих её детей и сожгли на костре, а мать заставили смотреть на то, как они горят. Женщина поклялась, что каждый год будет возвращаться и забирать с собой трёх невинных детей, в знак мести.
Врата можно найти по плачу женщины. Кристен и Майк решают искать её. В этот момент что-то выкидывает знакомую Майка из окна. Майк и Кристен попадают в аварию по пути к предполагаемому месту перехода в иной мир. Майк, оставляя жену врачам, продолжает поиски. Он возвращается в заброшенное здание, куда приезжал в начале фильма. Старец берёт в качестве платы часы Майка и перебрасывает того на мост в загробный мир. С собой у Майка только фонарь. Вернуться он должен не позднее полуночи, так как иначе врата закроются. По ту сторону моста Майк опять видит картину казни кельтской женщины и её детей, а затем попадает в дом, который ранее видел на видеокамере.
Майк заходит в дом и через лаз в полу попадает в подвал, где обнаруживает множество детских душ. Майк зовет сына по имени, но откликаются все детские души. Одна из них наконец хватает Майка. Это Чарли. Вместе с Чарли хотят выбраться Мия и Пабло. Они попали сюда год назад, у них есть шанс. Другие детские души их преследуют. Богиня в бешенстве. На мосту она нападает на Майка и не даёт ему вывести детей. Но Чарли просит помощи призраков оставшихся детей, и те спасают Майка. Мост не выдерживает противостояния и разваливается. Чарли и Майк из последних сил держатся за обрыв и выбираются. Мия и Пабло также выбираются.
Майк приводит Чарли домой. Кристен в шоке. Чарли же ничего не помнит. Ему кажется, что они с отцом только что вернулись с карнавала.

## В ролях
- Николас Кейдж в роли Майка Лоуфорда
- Сара Уэйн Кэллис в роли Кристен
- Вероника Феррес в роли Ханны
- Лирик Бент в роли детектива Джордана Рейнольдса
- Лорен Битти в роли Энни Савкин
- Сэм Веласкес в роли профессора Оука
- Кали Хантер в роли призрака Энни
- Джек Фултон в роли Чарли
- Стивен Макхетти в роли слепого
- Сюзанна Хоффманн в роли Джейн
- Кэролайн Гиллис в роли жрицы
- Джанет Ло в роли Джай Вэнь
- Эрин Бойес в роли Эмили
- Хуан Карлос Велис в роли полицейского Моралеса
- Алекс Маллари-младший в роли ЕМТ
- Даррен Фрост в роли поставщика мороженого
- Маттео Газни в роли Пабло

## История создания
15 мая 2014 года Николас Кейдж присоединился к актёрскому составу. 25 августа 2014 года Сара Уэйн Кэллис присоединилась к актёрскому составу. 5 сентября 2014 года Вероника Феррес присоединилась к актёрскому составу. 4 сентября 2014 года Лирик Бент присоединился к актёрскому составу.
Основные съемки начались в сентябре 2014 года. 6 августа 2015 года было объявлено, что RLJ Entertainment приобрела права на распространение фильма и установила 23 сентября 2015 года как дату начала ограниченного проката и выхода видео по запросу. Фильм был выпущен 25 сентября 2015 года в ограниченный прокат и как видео по запросу.

## Отзывы
| №  | Агрегатор       | Оценка     |
| -- | --------------- | ---------- |
| 1. | Rotten Tomatoes | 3.62 из 10 |
| 2. | Metacritic      | 23 из 100  |

## Критика
«Врата тьмы» получили отрицательные отзывы критиков. На Rotten Tomatoes фильм имеет рейтинг одобрения 10 %, основанный на 30 обзорах, со средним рейтингом 3.62 / 10.
На Metacritic фильм имеет оценку 23 из 100 на основе 9 критических отзывов, что указывает на «в целом неблагоприятные отзывы».